# Famille Thormann
La famille Thormann est une famille patricienne bernoise.

## Histoire
Le premier membre connu de la famille est Ulrich en 1295.

## Possessions
La famille a possédé la seigneurie de Saint-Christophe.

## Personnalités
De nombreux membres de la famille ont été membres du Grand Conseil de Berne.
Johann Karl est bailli de Grandson. Son fils, Franz, est bailli de Bonmont de 1761 à 1767. Friedriech est bailli d'Interlaken de 1803 à 1810. Gabriel est membre du Grand Conseil de Berne dès 1680, gouverneur de Payerne de 1693 à 1699, membre du Petit Conseil dès 1705, banneret de la corporation des Boulangers de 1706 à 1711 et trésorier du Pays allemand de 1711 à 1716. Hiernonymus est membre du Grand Conseil de Berne dès 1691, bailli d'Aarwangen de 1701 à 1707 et de Baden de 1711 à 1714, membre du Petit Conseil dès 1716, receveur du Böspfennig de 1720 à 1731 et de l'ohmgeld de 1730 à 1731 et banneret de la corporation des Boulangers de 1731 à 1733.